# دون پاسکواله (فیلم ۱۹۴۰)
دون پاسکواله (انگلیسی: Don Pasquale) یک فیلم کمدی ایتالیایی است که در سال ۱۹۴۰ منتشر شد.

## بازیگران
- لورا سولاری
- گرتا گوندا
- فرانکو کوپ
- نیکو پپه
- اورسته بیلانچیا
- کلاودیو ارملی
- پینا رنتسی
- آرماندو فالکونی
- الیو استاینر
- رودولفو گوچی
- مارچلو جوردا
- استفانو سیبالدی
- فائوستو گوئرتسونی
- جوزپه پیه‌روتسی